# 飯田短期大学
飯田短期大学（いいだたんきだいがく、英語: Iida Junior College）は、長野県飯田市に本部を置く日本の私立短期大学である。旧校名は飯田女子短期大学(いいだじょしたんきだいがく)。略称は飯短。

## 概観

### 大学全体
- 長野県飯田市内に所在する日本の私立短期大学で、設置主体は学校法人高松学園[1]。
- 1967年に飯田女子短期大学として開学。2023年4月現在、3つの学科と、専攻科に3つの専攻をそれぞれ置く。
- 2023年男女共学移行の初年度での男子学生数は、24人であった[2]。

### 建学の精神（校訓・理念・学是）
- 飯田女子短期大学における建学の精神は「うつくしく生きる」である[3]。学校法人高松学園の創立者である髙松了秀の「新しい時代にふさわしい教養豊かな女性を、伝統の念仏の心をもとに育てたい」という教育理念を表している。

### 教育および研究
- 全国の短大でも数少ない生活科学学科[注 2]と称する学科が置かれており、服飾やファッション、保健や養護教育に関することを学ぶ生活科学専攻、介護に関することを学ぶ介護福祉専攻、栄養士を育成する食物栄養専攻がある。ほか、保育者を育成する幼児教育学科や、仏教系大学としては日本初[4]の看護職を育成する看護学科がある。
- 2020年度、一般財団法人短期大学基準協会における認証評価の結果、「適格」認定を受けている[5]。

### 学風および特色
- 親鸞聖人の仏教思想がベースとなっている。
- 「釈尊降誕会」と称した宗教的行事や東本願寺研修旅行（希望者参加）などが実施されている。
- 看護学科の戴帽式は発願式（ほつがんしき）と呼称する[6]。

## 沿革
＜主な出典：＞
- 1967年
  - 1月23日 左記を以て文部省[注 3]より短期大学の設置が認可される[9]。
  - 4月1日 飯田女子短期大学として以下の学科体制にて開学[注 4]。
    - 家政科 入学定員100名[注釈 1]。
    - 保育科 入学定員50名[注釈 1]

  - 5月1日 学生数[15]/定員
    - 家政科 82[注釈 2]/100
    - 保育科 60[注釈 2]/50
- 1968年
  - 4月1日 家政科を以下の専攻課程に分離する[注 5]。
    - 家政専攻[注釈 3]
    - 食物栄養専攻[注釈 3]

  - 5月1日 学生数[18]/定員
    - 家政科 159[注釈 2]/200
    - 保育科 130[注釈 2]/100
- 1969年
  - 4月1日 家政科家政専攻の入学定員を50→100に増員[注 6]
- 1970年
  - 5月1日 学生数[21]/定員
    - 家政科 208[注釈 2]/300
    - 保育科 102[注釈 2]/100
- 1972年
  - 4月1日 以下、学科名の改称あり。
    - 保育科→幼児教育学科[22]
    - 家政科→家政学科[注 7]
- 1976年
  - 4月1日 幼児教育学科の入学定員を50→100に増員[注 8]。
  - 5月1日 学生数[27]/定員
    - 家政学科 305[注釈 2]/300
    - 幼児教育学科 185[注釈 2]/150
- 1977年
  - 5月1日 学生数[28]/定員
    - 家政学科 298[注釈 2]/300
    - 幼児教育学科 183[注釈 2]/200
- 1985年
  - 5月1日 学生数[29]/定員
    - 家政学科 333[注釈 2]/300
    - 幼児教育学科 161[注釈 2]/200
- 1986年
  - 5月1日 学生数[30]/定員
    - 家政学科 307[注釈 2]/300
    - 幼児教育学科 186[注釈 2]/200
- 1987年
  - 5月1日 学生数[31]/定員
    - 家政学科 336[注釈 2]/300
    - 幼児教育学科 240[注釈 2]/200
- 1992年
  - 5月1日 学生数[注 9]/定員
    - 家政学科 358[注釈 2]/300
    - 幼児教育学科 242[注釈 2]/200
- 1996年
  - 4月1日 以下の学科を増設する[注 10]。
    - 看護学科 入学定員60名

  - 5月1日 学生数[35]/定員
    - 家政学科 276[注釈 2]/300
    - 幼児教育学科 233[注釈 2]/200
    - 看護学科 66[注釈 2]/60
- 1997年
  - 5月1日 学生数[36]/定員
    - 家政学科 272[注釈 2]/300
    - 幼児教育学科 206[注釈 2]/200
    - 看護学科 128[注釈 2]/120
- 1998年
  - 5月1日 学生数[37]/定員
    - 家政学科 221[注釈 2]/300
    - 幼児教育学科 179[注釈 2]/200
    - 看護学科 190[注釈 2]/180
- 1999年
  - 4月1日 専攻科の設置が認められ、以下の課程を設ける[38]。
    - 地域看護学専攻 入学定員15名
    - 助産学専攻 入学定員5名

  - 5月1日 学生数[39]/定員
    - 家政学科 201[注釈 2]/300
    - 幼児教育学科 194[注釈 2]/200
    - 看護学科 192[注釈 2]/180
- 2000年
  - 4月1日 家政学科に以下の専攻課程を増設する[注 11]。
    - 生活福祉専攻 入学定員40名[注 12]
- 2001年
  - 4月1日 専攻科に以下の課程を増設する[注 13]。
    - 福祉専攻 入学定員20名
- 2003年
  - 生涯学習センターを設置。
- 2005年
  - 4月1日 食物栄養専攻が栄養教諭養成課程として認定される[47]。
- 2008年
  - 4月1日 専攻科に以下の課程を増設する[注 14]。
    - 養護教育専攻 入学定員10名
- 2009年
  - 4月1日
    - 以下、入学定員減あり[注 15]。
      - 家政学科家政専攻 60→40
      - 幼児教育学科 100→80

    - 専攻科に以下の課程を増設する[注 16]。
      - 幼児教育専攻 入学定員10名
- 2010年
  - 4月1日 この年度の入学生より、専攻科における以下の専攻課程についてそれぞれ修業年限を1年から2年に延長する[注 17]。
    - 養護教育専攻
    - 幼児教育専攻
- 2013年
  - 4月1日 以下の学科については、この年度で学生募集を最終とする。
    - 福祉専攻[注 18]
- 2017年
  - 4月1日 専攻科における以下の専攻については、この年度で学生募集を最終とする[注 19]。
    - 幼児教育専攻[注 20]
- 2021年
  - 4月1日 幼児教育学科の入学定員を80→60に減員[62]。
- 2022年
  - 4月1日 家政学科の生活福祉専攻を介護福祉専攻に改称[63]
- 2023年
  - 4月1日 男女共学化により飯田短期大学に改称[注 21]
    - 家政学科→生活科学学科
      - 家政専攻→生活科学専攻

## 基礎データ

### 象徴
- ホームページほか右記資料も参照のこと[注 22]。

## 教育および研究

### 組織

#### 学科
- 生活科学学科
  - 生活科学専攻 入学定員40名[1]
  - 介護福祉専攻 入学定員40名[1]
  - 食物栄養専攻 入学定員50名[1]
- 幼児教育学科 入学定員60名[1]
- 看護学科 入学定員60名[1]

#### 専攻科
- 地域看護学専攻 入学定員15名[1]
- 助産学専攻 入学定員5名[1]
- 養護教育専攻 入学定員10名[1]

##### 過去にあった課程
- 福祉専攻 入学定員20名[注 23]
- 幼児教育専攻 入学定員10名[注 24]

### 取得資格について
- 主な資格[74]

- 生活科学学科
  - 生活科学専攻[注 25]
    - 養護教諭二種免許状
    - 保健児童ソーシャルワーカー
    - 准学校心理士
    - メディカルクラーク（医科・歯科）[注釈 4]
    - ドクターズクラーク（医師事務作業補助）[注釈 4]
    - 調剤報酬請求事務技能認定[注釈 4]
    - ホスピタルコンシェルジュ
    - 医療秘書実務士
    - 色彩コーディネーター
    - ファッションビジネス能力検定
    - 介護福祉士実務者研修修了
    - 社会福祉主事任用資格

  - 介護福祉専攻
    - 介護福祉士（国家試験受験資格）
    - 初級障がい者スポーツ指導員
    - 介護予防運動指導員
    - 福祉住環境コーディネーター

  - 食物栄養専攻
    - 栄養士免許証
    - 栄養教諭二種免許状
    - フードスペシャリスト
    - 介護予防運動指導員
    - 介護福祉士実務者研修修了
    - 准学校心理士
    - 社会福祉主事任用資格
- 幼児教育学科
  - 幼稚園教諭二種免許状
  - 保育士資格
  - 保育心理士（二種）
  - 幼稚園・保育園のためのリトミック指導資格1・2級
  - ピアヘルパー
  - 保健児童ソーシャルワーカー
  - 社会福祉主事任用資格
  - 知的障害者福祉司任用資格
  - 自然体験活動指導者
  - 介護福祉士実務者研修修了
  - 准学校心理士
- 看護学科
  - 看護師国家試験受験資格
  - 保健師・助産師学校の受験資格
  - 養護教諭養成課程の受験資格
- 専攻科
  - 地域看護学専攻
    - 保健師国家試験受験資格

  - 助産学専攻
    - 助産師国家試験受験資格

### 研究
- 『飯田女子短期大学紀要』[78]

### 附属機関
- 健康センター
- 地域連携センター
  - わいわい広場[注釈 5]
- 図書館：蔵書数は約70,000冊余となっている[79]。

## 学生生活

### 部活動・クラブ活動・サークル活動
＜出典：＞
- 体育系：ソフトボール部・ダンス部・バスケットボール部・よさこい「乱舞咲」・サッカー部・バレーボール部・バドミントン部・ ソフトテニス部のほか、テニス同好会など。
- 文化系：合唱部・華道部・救血機・子ども文化研究会・茶道部・手話部・吹奏楽部・軽音楽部・なべの会・美術部・SO（スペシャルオリンピクス）・みどりの会・スポーツ栄養研究会・ご当地グルメ研究会・和楽部・文芸部・写真部・かみかみ・マンガ飯のほか、同好会「あみあみ」など。

### 学園祭
- 学園祭は「アカシア祭」と呼ばれ、毎年10月頃に実施されている。

## 大学関係者
- 石毛鍈子：元教授、元衆議院議員

## 施設

### キャンパス
- 敷地面積はおよそ66,000m2で、南アルプスと中央アルプスが眺望できる広大なキャンパスである。

#### キャンパス内
- 本館
  - 講義室
  - 音楽室
  - ピアノレッスン室
  - リズム体操室
  - 情報処理・ＬＬ教室
  - 食品栄養学実験室
  - 調理室
  - 分析機器室
  - 造形教室
  - 被服構成実習室
  - 児童文化実習室
  - 第一パソコン教室、等
- 染織棟
  - 織実習室
  - 染実習室
  - 陶芸実習室
- 看護棟
  - 基礎看護実習室
  - 母性・小児看護実習室
  - 多目的ホール、等
- 介護福祉棟
  - 介護実習室
  - 入浴実習室
  - 講義室、等
- 図書館（既出）
- 保健養護棟
  - 保健養護実習室
  - 視聴覚室
  - 健康センター（既出）
- 地域響流館（ちいきこうるかん）
  - 研修室
  - フィットネスルーム
  - 子育て支援事業「わいわいひろば」（既出）
  - 人形劇場「アカシアホール」等
- 講堂
- 体育館
- 特別教室（短大会館）
- 食堂
- グラウンド
- テニスコート（2面）
- 障害者・障害学生の優先駐車場
- 学生駐車場

旧施設
- 学生寮

かつて「松尾寮」と呼ばれる学生寮 が開設されていた。キャンパスの所在地である松尾代田（まつおしろだ）に因んで命名されたものとみられる。

#### キャンパス外
- 高松学園 蓼科高原「山の家」研修寮

## 対外関係

### 系列校
- 飯田女子高等学校
- 伊那西高等学校
- 慈光幼稚園

#### 児童福祉施設
- 慈光保育園
- 慈光松尾保育園

### 関係校
- 大谷大学
- 札幌大谷大学
- 大谷大学短期大学部
- 札幌大谷短期大学
- 函館大谷短期大学
- 愛知新城大谷大学短期大学部
- 九州大谷短期大学

## 社会との関わり
- 「大学教育改革合同フォーラム」に参加している。

### 行政との包括連携協定
- 飯田市（2013年7月5日締結）[82]
- 泰阜村（2019年8月30日締結）[83]
- 高森町（2020年2月13日締結）[84]

## 卒業後の進路
＜出典：＞

### 就職先
＜出典：＞
- 生活科学学科
  - 生活科学専攻：養護教諭や養護助教諭、医療事務関係、児童養護施設などのほか、事務職・製造・サービス業に就く者もいる。
  - 介護福祉専攻：介護職に就く者が大半である。
  - 食物栄養専攻：栄養士や食品製造関係、調理員などのほか、事務職・製造・サービス業に就く者もいる。
- 幼児教育学科：行政・民間施設の保育士や保育教諭としての就職が主である。
- 看護学科：医療機関への就職が多い。

### 編入学・進学実績
＜出典：＞
- 近年の実績として、飯田短期大学専攻科や長野大学・愛知学泉大学・松本大学（編入学）のほか、日本福祉大学、岐阜女子大学などがある。